# Melo Moreno
Melo Moreno (Perpiñán, 19 de enero de 1989), de nombre artístico YellowMellow, es una persona no binaria de España, que se dedica a la creación de contenido como youtuber y como cantante. Además, es activista por los derechos de las personas LGBTIQ+.

## Biografía
Moreno nació en Perpiñán, el 19 de enero de 1989. A los seis años de edad, su familia se trasladó a Barcelona, donde ha vivido la mayor parte de su vida. Estudió Comunicación Audiovisual en la Universidad de Mataró, aunque abandonó la carrera para dedicarse a la creación de contenido en YouTube. sobre humor y música. En 2016 consiguió el millón de seguidores en su canal principal.
En 2015 publicó su primer sencillo musical, Phantom Limb (2015), desbancó a Lady Gaga en Apple Music. Tres años después, centró su carrera en la música y publicó su primer álbum de estudio, Colours.
Tras su éxito musical, reactivó su actividad en YouTube, con el programa El Melocotonero, donde visibiliza la transexualidad y el no binarismo.
En 2023 obtuvo una nominación a los Premios Ídolo, en la categoría Stay True.En ese año fue incluida entre las 100 personas más influyentes en redes sociales en la lista de Forbes Best Content Creators.

## Vida personal
Ha reconocido abiertamente su identificación con el lesbianismo y en 2022 hizo público también su identidad como persona no-binaria para someterse a una mastectomía.

## Discografía

### Sencillos
- Phantom Limb (2015)
- All I Think About (2016)
- One More River (2018)
- Sad Girls (2018)
- Watch Love Die (2018)

### Álbumes
- Colours (2018)